# Wichí Lhamtés Nocten
Wichí Lhamtés Nocten, hay còn gọi là Weenhayek, là một ngôn ngữ Wichí sử dụng chủ yếu tại Bolivia, được nói bởi khoảng 1.810 người Wichí (số liệu ước tính năm 1994). Khoảng độ một trăm người nữa cũng nói ngôn ngữ này tại Argentina (số liệu năm 1994). Tại Bolivia, ngôn ngữ này được nói tại vùng giữa phía bắc Tarija Department, phía tây nam sông Pilcomayo, và ở Cordillera de Pirapo. Tại Argentina, ngôn ngữ này được nói từ vùng biên giới phía bắc dọc xuống phía nam đến Tartagal, Salta. Nó được biết đến với nhiều tên khác nhau như Mataco, Bolivian, Mataco Nocten, Nocten, Noctenes, Oktenai, và Weenhayek; tên cuối cùng được chính quyền Bolivia chọn dùng vào năm 2009.